# Bright (Vitória)
Bright é uma cidade no nordeste de Vitória, na Austrália, a 319 metros acima do nível do mar, no extremo sudeste do Vale de Ovens. Em 2016 a cidade de Bright tinha uma população de 2.406 habitantes.